# Henschel Projekt P.76
O Henschel Projekt P.76 foi um projecto da Henschel para uma aeronave de ataque ao solo,  com dois motores radiais Gnome-Rhone 14M. Era essencialmente uma versão maior que o Hs 129.